# Gorilă de munte
Gorila de munte (Gorilla beringei beringei) este una dintre cele două subspecii ale gorilei estice. Este clasificată ca fiind pe cale de dispariție de către IUCN, din 2018.
Populația gorilelor de munte este dispersată în două grupuri. Unul se găsește în Munții vulcanici Virunga din Africa Centrală și de Est, în cadrul a trei parcuri naționale: Mgahinga, în sud-vestul Ugandei; Volcanoes, în nord-vestul Rwandei; și Virunga, în estul Republicii Democratice Congo. Celălalt se găsește în Parcul Național Bwindi Impenetrable din Uganda. Unii primatologi speculează că populația din Bwindi este o subspecie separată, dar teoria rămâne contestată. Cea mai recentă numărătoare a populației, publicată în 2019, a arătat că există aproximativ 1060 de gorile de munte în sălbăticie.

## Evoluție și taxonomie
Gorilele de munte sunt descendenții primatelor primitive găsite în Africa și Arabia la începutul epocii oligocene (acum 34-24 de milioane de ani). Fosilele dovedesc existența primatelor hominoide în Africa de Est, în urmă cu aproximativ 22-32 de milioane de ani. Arhiva fosilă din zona în care trăiesc gorilele de munte este deosebit de săracă și, prin urmare, istoria evolutivă a acestora nu este clară.
În urmă cu aproximativ 8,8 până la 12 milioane de ani, grupul de primate care urma să evolueze în gorile s-a despărțit de strămoșul lor comun cu oamenii și cimpanzeii; acesta este momentul în care a apărut genul Gorilla. Gorilele de munte au fost izolate de gorilele estice de câmpie timp de aproximativ 10.000 de ani, iar acești doi taxoni s-au separat de omologii lor din vest în urmă cu aproximativ 1,2 până la 3 milioane de ani. Genul a fost menționat pentru prima dată ca Troglodytes în 1847, dar a fost redenumit Gorilla în 1852.
În 2003, Uniunea Internațională pentru Conservarea Naturii (IUCN) a împărțit gorilele în două specii (Gorilla gorilla și Gorilla beringei). În prezent, există un acord conform căruia există două specii, fiecare cu două subspecii.

## Descriere
Blana gorilei de munte, adesea mai groasă și mai lungă decât cea a altor specii de gorile, le permite să trăiască la temperaturi mai scăzute. Gorilele pot fi identificate după forma nărilor, unică pentru fiecare individ.
Masculii ajung la o înălțime de 161-171 cm, o circumferință de 138-163 cm, o deschidere a brațelor de 2-2,7 m, și o greutate de 120-191 kg. Femelele sunt mai mici, cu o greutate de 70-98 kg. Această subspecie este mai mică decât gorila estică de câmpie, cealaltă subspecie de gorilă estică. Ca toate gorilele, au ochii maro închis, încadrați de un inel negru în jurul irisului. Masculii adulți sunt numiți spate-argintiu deoarece, odată cu vârsta, pe spatele lor se dezvoltă o „șa” de păr cărunt. Părul de pe spate este mai scurt decât pe majoritatea celorlalte părți ale corpului, iar părul de pe brațe este deosebit de lung.
Gorila de munte este în principal terestră și patrupedă. Cu toate acestea, se urcă în pomi fructiferi dacă ramurile îi pot susține greutatea. Ca la toate primatele mari, în afară de om, brațele sunt mai lungi decât picioarele.
Gorila de munte este diurnă, petrecându-și cea mai mare parte a zilei mâncând, deoarece are nevoie de cantități mari de hrană pentru a-și susține corpul masiv. Se hrănește dimineața devreme, se odihnește dimineața târziu și în jurul prânzului, iar după-amiaza se hrănește din nou, înainte de a se odihni, noaptea. Fiecare gorilă își pregătește un cuib din vegetația înconjurătoare pentru a dormi în el, construind unul nou în fiecare seară. Doar sugarii dorm în același cuib cu mamele lor. Gorilele își părăsesc locul de dormit atunci când răsare soarele, în jurul orei 6 dimineața, cu excepția cazurilor când este frig și înnorat; atunci ele rămân adesea mai mult timp în cuib.

## Habitat
Gorila de munte trăiește în pădurile montane umede din Albertine Rift, inclusiv în Munții Virunga, la altitudini cuprinse între 2.200 și 4.300 m. Majoritatea grupurilor trăiesc pe pantele a trei dintre vulcanii adormiți: Karisimbi, Mikeno și Bisoke. Vegetația este foarte densă la baza munților, devenind mai rară la altitudini mai mari, iar pădurile sunt adesea cețoase și reci. De asemenea, gorila de munte folosește ocazional habitatul de frontieră cu mlaștinile montane Rwenzori-Virunga, la altitudini mai mari decât pădurea.

## Comportament

### Dietă
Gorila de munte este în principal erbivoră; cea mai mare parte a dietei sale este compusă din frunze, lăstari și tulpini (85,8%) din 142 de specii de plante. De asemenea, se hrănește cu scoarță (6,9%), rădăcini (3,3%), flori (2,3%) și fructe (1,7%), precum și cu nevertebrate mici. (0,1%). Într-un studiu de un an în pădurea Bwindi Impenetrable, masculii adulți au mâncat în medie 18,8 kg de hrană pe zi, în timp ce femelele au mâncat 14,9 kg.

### Structura socială

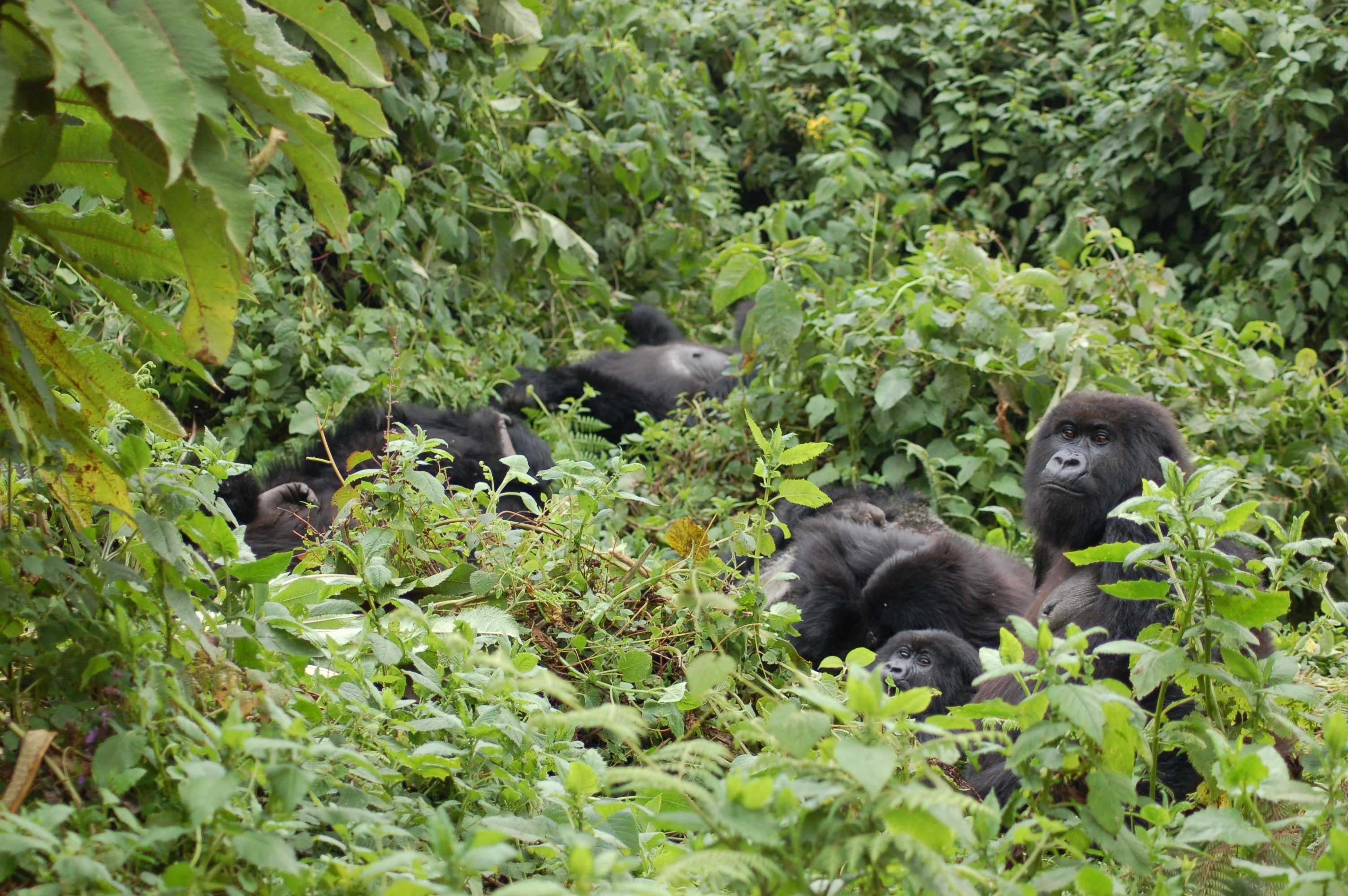
Grup de gorile odihnindu-se

Gorila de munte este foarte sociabilă, și trăiește în grupuri relativ stabile, coezive, unite prin legături pe termen lung între masculii adulți și femele. Relațiile dintre femele sunt relativ slabe. Aceste grupuri nu sunt teritoriale; în general, spatele-argintiu își apără mai degrabă grupul decât teritoriul. În cazul gorilelor de munte din Virunga, durata medie a longevității unui mascul dominant este de 4 ani.
Grupurile sunt compuse în proporție de 61% dintr-un mascul adult și câteva femele, iar 36% includ mai mult de un mascul adult. Celelalte gorile sunt fie masculi solitari, fie grupuri exclusiv masculine, formate de obicei dintr-un mascul matur și câțiva masculi mai tineri. Dimensiunile grupurilor variază de la cinci la treizeci, cu o medie de zece indivizi. Un grup tipic include: un mascul argintiu dominant, care este liderul incontestabil al grupului; un alt mascul subordonat (de obicei un frate mai mic, un frate vitreg sau chiar un fiu adult al masculului spate-argintiu dominant); unul sau doi masculi juvenili, care acționează ca santinele; trei până la patru femele mature din punct de vedere sexual, care s-au legat pe viață de masculul dominant; și de la trei până la șase tineri și sugari.

### Comunicare
Sunt recunoscute 25 de sunete distincte, dintre care multe sunt utilizate în primul rând pentru comunicarea în grup, în vegetația densă. Grohăituri clasificate sunt auzite cel mai frecvent în timpul deplasărilor, și semnalează locul în care se află membrii grupului. De asemenea, acestea pot fi folosite în timpul interacțiunilor sociale, atunci când este necesară disciplinarea. Țipetele și răgeturile sunt semnale de alarmă sau avertizare, și sunt produse cel mai des de masculii spate-argintiu. Râgâielile adânci și răsunătoare sugerează mulțumire, și sunt auzite frecvent în timpul perioadelor de hrănire și odihnă. Acestea sunt cea mai comună formă de comunicare în interiorul grupului.

## Cercetare
În octombrie 1902, căpitanul Robert von Beringe (1865-1940) a împușcat două gorile mari în timpul unei expediții pentru a stabili granițele Africii de Est Germane. Unul dintre exemplare a fost recuperat și trimis la Muzeul de Zoologie din Berlin, unde profesorul Paul Matschie (1861-1926) a clasificat animalul ca o nouă specie de gorilă, numindu-l Gorilla beringei, după numele celui care l-a împușcat. În 1925, Carl Akeley, un vânător de la Muzeul American de Istorie Naturală care dorea să studieze gorilele, l-a convins pe Albert I al Belgiei să înființeze Parcul Național Virunga pentru a proteja animalele din munți.
În 1959, George Schaller a studiat gorilele de munte în habitalul lor natural, timp de 20 de luni, publicând ulterior două cărți: The Mountain Gorilla: Ecology and Behavior și The Year of the Gorilla. Înainte de cercetările sale, care au descris organizarea socială, temperamentul, dieta și ecologia gorilei de munte, se știau puține lucruri despre viața acesteia.
În 1967, Dian Fossey a început ceea ce avea să devină un studiu de 18 ani, dedicat gorilelor de munte. Fossey a făcut noi descoperiri, a realizat primul recensământ riguros, și a stabilit practici active de conservare, cum ar fi patrulele anti-braconaj. Fundația Digit, creată de Fossey, i-a continuat munca, și a fost redenumită ulterior Dian Fossey Gorilla Fund International. Centrul de cercetare Karisoke al fundației monitorizează și protejează gorilele de munte din Virunga. Supravegherea atentă a gorilelor de munte din Bwindi a început în anii 1990.

## Starea de conservare
În 2018, gorila de munte a fost inclusă pe lista roșie a IUCN ca fiind pe cale de dispariție. Eforturile de conservare au condus la o creștere a populației totale de gorile de munte (Gorilla beringei beringei) în Virunga și Bwindi. În prezent, se crede că numărul depășește 1000 de indivizi.
| Amenințare              | Efectul asupra populației de gorile | Eforturi de conservare |
| ----------------------- | --- | --- |
| Braconaj                | - Gorilele sunt mutilate sau ucise de capcane puse pentru alte animale - Răpirea puilor pentru vânzarea ilegală către grădini zoologice duce adesea la uciderea altor gorile adulte                                           | - Intensificarea patrulării cu ajutorul paznicilor înarmați în zonele forestiere protejate - Paznicii din Karisoke găsesc și îndepărtează aproximativ 1000 de capcane în fiecare an - Recensăminte pentru monitorizarea populației de gorile - Centrul de cercetare Karisoke administrează o unitate pentru tinere gorile salvate de braconieri |
| Distrugerea habitatului | - Extinderea rapidă a așezărilor umane înlătură habitatul gorilelor - Fragmentarea zonelor împădurite a dus la izolarea grupurilor de gorile, reducând diversitatea genetică                                                  | - Extinderea zonelor de parc național pentru protejarea habitatului |
| Boli                    | - Contactul regulat cu turiștii permite transmiterea de boli de la oameni la gorile - Animalele domestice de fermă contribuie, de asemenea, la transmiterea bolilor                                                           | - Obligația de a sta în permanență la cel puțin șapte metri de gorile - O mai bună gestionare a ecoturismului - Mai multă educație pentru comunitățile locale pentru a minimiza impactul creșterii animalelor |
| Război și neliniște     | - Refugiații înlătură copacii pentru a crea așezări și ferme - Utilizarea sporită a gorilelor pentru carne de către populațiile strămutate - Gorilele pot fi ucise de minele de teren amplasate de-a lungul căilor forestiere | |
| Comunități locale       | - Suprimarea habitatului - Lipsa sprijinului pentru eforturile de conservare din cauza lipsei de educație în rândul localnicilor - Sărăcia încurajează utilizarea agriculturii bazată pe tăieri și arderi                     | - Realizarea inventarului biodiversității Virunga și a ghidurilor de teren, pentru a sprijini educația publică și ecoturismul - Furnizarea de cărți și alte materiale elevilor - Oferirea de cursuri pe teren și stagii de practică pentru studenții ruandezi                                                                                   |